# James Goldschmidt
James Paul Goldschmidt (Berlín, 17 de diciembre de 1874 - Montevideo, 28 de junio de 1940) fue un jurista alemán que realizó importantes contribuciones al desarrollo del Derecho penal alemán y al procedimiento penal.
De origen judío asquenazí, Goldschmidt fue profesor en la Universidad Humboldt de Berlín desde 1919 hasta su recusación en 1934 por las políticas raciales de la Alemania nazi. En 1938 se trasladó al Reino Unido y en 1940 a Uruguay, donde falleció.